# 4453 Bornholm
4453 Bornholm (1988 VC) là một tiểu hành tinh vành đai chính được phát hiện ngày 3 tháng 11 năm 1988 bởi Poul Jensen ở Brorfelde.